# Neoseiulus parapopuli
Neoseiulus parapopuli är en spindeldjursart som beskrevs av Papadoulis, Emmanouel och Kapaxidi 2009. Neoseiulus parapopuli ingår i släktet Neoseiulus och familjen Phytoseiidae. Inga underarter finns listade i Catalogue of Life.